# John Deacon
John Deacon (* 19. srpna 1951 Leicester, Anglie) je britský hudebník, který se proslavil jako baskytarista legendární rockové skupiny Queen. Někdy hrál také na klávesy nebo kytaru. Nebyl tak produktivním skladatelem jako spoluhráči Freddie Mercury nebo Brian May, přesto napsal pro kapelu několik hitů, jako You're My Best Friend, I Want to Break Free nebo Another One Bites the Dust. Roku 1997 se stáhl do ústraní, zatímco zbylí členové Queen (Brian May a Roger Taylor) pokračují v hudební činnosti.

## Život
Narodil se 19. srpna 1951 v Leicesteru ve střední Anglii.
Když mu bylo 14 let, začal hrát na kytaru (posléze na baskytaru) v kapele The Opposition, která měla celkem velký úspěch na veřejnosti a vystupovala i na vojenských základnách. Přesto dal Deacon roku 1969 přednost studiu v Londýně a skupinu opustil. 
V Londýně navštěvoval různé hudební kluby a krátce se spolužáky vedl kapelu Deacon. Roku 1970 poprvé viděl hrát čerstvě založenou kapelu Queen, ale nebyl nijak zvlášť uchvácen. Počátkem roku 1971 však byl členům této kapely představen, neboť právě hledali baskytaristu, a přijal pozvání na zkoušku. Byl přijat nejen díky hráčskému umění, ale také pro své technické dovednosti a vybavení. Ještě toho roku vystudoval s vyznamenáním bakalářský obor elektronika a výpočetní technika na univerzitě v Chelsea.
Roku 1975 se oženil se svou přítelkyní Veronicou Tetzlaff, narodilo se jim postupně šest dětí. Deacon vedl (na poměry rockové hvězdy) nebývale klidný a spořádaný život, jedním z mála jeho hříchů bylo roku 1985 řízení v opilosti, za které dostal pokutu a roční zákaz.
Od roku 1997, kdy ukončil veřejné umělecké působení, žije se svou rodinou v naprostém ústraní a užívá plodů své úspěšné hudební kariéry (úspory, investice a tantiémy). Podle přehledu vydaném v Sunday Times činil v roce 2019 jeho majetek asi 130 milionů liber.

## Členem Queen
V kapele hrál od roku 1971 do roku 1997, tedy prakticky po celou dobu její slávy. Na prvním albu Queen (1973) je uveden jako Deacon John, což podle producentů mělo znít zajímavěji, ale Deacon byl proti tomu a na dalších albech už byl psán standardně. V rámci Queen měl pověst velmi tichého člověka, který se vyhýbal sporům a na zkouškách téměř nemluvil, basistou však byl výjimečným a nikdo nepochyboval, že je pro kapelu tím pravým.
Kromě basové kytary dovedl hrát i na kytaru a klávesy, na které je slyšet i na některých nahrávkách Queen. I přes tvrdou konkurenci v kapele se prosadil i jako komponista – především hity jako I Want to Break Free, Another One Bites the Dust, You're My Best Friend či Friends Will Be Friends. V mnoha písních Queen hraje nejen na basovou, ale i na elektrickou či akustickou kytaru. Na rozdíl od ostatních členů nebyl zpěvák, jen při živých koncertech se občas zapojoval do sborů.
Po smrti Freddieho Mercuryho v roce 1991 se ještě s pozůstalými spoluhráči z kapely (Brianem Mayem a Rogerem Taylorem) scházel za účelem spolupráce na projektech souvisejících s Mercuryho odkazem. Roku 1992 vystoupil na vzpomínkovém koncertě na počest Freddieho Mercuryho s názvem The Freddie Mercury Tribute Concert, do roku 1995 se podílel s ostatními členy Queen na tvorbě alba Made in Heaven a v roce 1997 naposledy veřejně vystoupil s Queen a Eltonem Johnem. Téhož roku se naposledy sešel s Mayem a Taylorem ve studiu kvůli natáčení nové (poslední společné) písně No-One but You (Only the Good Die Young) pro další album Queen Rocks. 
Tím pro něj byla kapitola Queen uzavřená, stáhl se z hudební scény a na žádných dalších aktivitách bývalých spoluhráčů se (přes veškerá pozvání) nepodílel a nepodílí. Mercuryho smrt od začátku považoval za konec Queen a tento názor nezměnil. Nezúčastnil se ani uvedení kapely do Rock'n'rollové síně slávy roku 2001. Dal nicméně svolení k tomu, aby byl jako postava použit ve filmové biografii o Queen Bohemian Rhapsody (2018, hrál ho Joseph Mazzello).